# Perkebunan Hessa
Perkebunan Hessa is een bestuurslaag in het regentschap Asahan van de provincie Noord-Sumatra, Indonesië. Perkebunan Hessa telt 1745 inwoners (volkstelling 2010).